# Tommaso Falcoia
Tommaso Falcoia (Napoli, 13 marzo 1663 – Castellammare di Stabia, 20 aprile 1743) è stato un vescovo cattolico italiano.

## Biografia
Su consiglio di Antonio de Torres, nel 1686 Falcoia entrò nel seminario di Santa Maria ai Monti della congregazione missionaria dei Pii operai. Emessa l'oblazione, fu promosso al sacerdozio il 28 settembre 1687.
Nel 1688, insieme con i confratelli Ludovico Sabbatini e Domenico Loth, fu inviato a Roma per stabilirvi il primo convento dei Pii Operai presso la chiesa di Santa Maria della Febbre, ma il progetto fallì e solo nel 1689 i padri riuscirono ad aprire una casa della congregazione, presso la chiesa di Santa Balbina.
Si dedicò alla conversione degli ebrei e alla predicazione delle missioni popolari nel Lazio: con il sostegno del cardinale Marcantonio Barbarigo, prestò la sua opera a Corneto e Montefiascone, dove conobbe Lucia Filippini che aiutò nella stesura delle costituzioni delle Maestre pie.
Su invito del cardinale Pier Matteo Petrucci, predicò anche a Jesi, dove fu accusato di quietismo.
Fu parroco di San Lorenzo ai Monti a Roma, dove ebbe come collaboratore l'abate Matteo Ripa, poi missionario in Cina. In occasione della controversia dei riti cinesi, si schierò con Ripa contro i gesuiti e scrisse La domanda del martirio.
Tornato a Napoli, nel 1709 fu nominato procuratore e nel 1713 preposito generale della sua congregazione. Scaduto il triennio del generalato, tornò a dedicarsi alla predicazione delle missioni.
Istituì a Taranto una compagnia di sacerdoti diocesani ausiliari dei parroci e, a Marigliano, conobbe Maria Celeste Crostarosa, che invitò a trasferirsi nel convento di Scala di cui aveva assunto la direzione anni prima; nel collegio dei Cinesi aperto a Napoli da Ripa dopo la sua missione, nel 1729 conobbe Alfonso Maria de' Liguori.
Il 24 luglio 1730 si laureò in filosofia e teologia alla Sapienza e il 16 agosto successivo fu preconizzato vescovo di Castellammare di Stabia dal re di Napoli: fu consacrato a Roma l'8 ottobre 1730 dal cardinale Nicola Gaetano Spinola. Da vescovo, curò particolarmente la formazione del clero e le opere di catechesi; eresse anche un conservatorio, dedicato a sant'Anna, per ragazze pericolanti.
Ebbe un ruolo importante nella fondazione delle monache e dei padri redentoristi.

## Genealogia episcopale
La genealogia episcopale è:
- Cardinale Tolomeo Gallio
- Vescovo Cesare Speciano
- Patriarca Andrés Pacheco
- Cardinale Agostino Spinola
- Cardinale Giulio Cesare Sacchetti
- Cardinale Ciriaco Rocci
- Cardinale Carlo Carafa della Spina, C.R.
- Cardinale Francesco Nerli
- Cardinale Lorenzo Casoni
- Cardinale Nicola Gaetano Spinola
- Vescovo Tommaso Falcoia, P.O.